# Liste der DIN-VDE-Normen/Gruppe 3
Die Liste der DIN-VDE-Normen/Gruppe 3 enthält die Normen des Verband der Elektrotechnik, Elektronik und Informationstechnik (kurz VDE), die in dessen Listen erfasst sind. Anmerkung: Die Liste erhebt keinen Anspruch auf Aktualität. Eine aktuelle Liste dieser Normen kann auf der Website vom VDE-Verlag abgerufen werden.

## VDE VDE 0300 bis VDE 0399
| DIN-Notation               | VDE-Notation                      | Stand   | Norminhalt |
| -------------------------- | --------------------------------- | ------- | --- |
| DIN IEC/TR 61340-1         | VDE 0300-1                        | 2014-06 | Elektrostatik - Teil 1: Elektrostatische Vorgänge – Grundlagen und Messungen - (IEC/TR 61340-1:2012 + Cor.:2013) |
| DIN EN 61340-2-1           | VDE 0300-2-1                      | 2016-07 | Elektrostatik - Teil 2-1: Messverfahren – Fähigkeit von Materialien und Erzeugnissen, elektrostatische Ladungen abzuleiten - (IEC 61340-2-1:2015); Deutsche Fassung EN 61340-2-1:2015 |
| DIN EN 61340-2-3           | VDE 0300-2-3                      | 2000-12 | Elektrostatik - Prüfverfahren zur Bestimmung des Widerstandes und des spezifischen Widerstandes von festen planen Werkstoffen, die zur Vermeidung elektrostatischer Aufladung verwendet werden - (IEC 61340-2-3:2000) Deutsche Fassung EN 61340-2-3:2000 |
| DIN EN 61340-3-1           | VDE 0300-3-1                      | 2008-03 | Elektrostatik - Teil 3-1: Verfahren zur Simulation elektrostatischer Effekte – Prüfpulsformen der elektrostatischen Entladung für das Human Body Model (HBM) - (IEC 61340-3-1:2006); Deutsche Fassung EN 61340-3-1:2007 |
| DIN EN 61340-3-2           | VDE 0300-3-2                      | 2007-11 | Elektrostatik - Teil 3-2: Verfahren zur Simulation elektrostatischer Effekte - Prüfpulsformen der elektrostatischen Entladung für das Machine Model (MM) - (IEC 61340-3-2:2006); Deutsche Fassung EN 61340-3-2:2007 |
| DIN EN 61340-4-1           | VDE 0300-4-1                      | 2016-04 | Elektrostatik - Teil 4-1: Standard-Prüfverfahren für spezielle Anwendungen – Elektrischer Widerstand von Bodenbelägen und verlegten Fußböden - (IEC 61340-4-1:2003 + A1:2015); Deutsche Fassung EN 61340-4-1:2004 + A1:2015 |
| DIN IEC/TS 61340-4-2       | VDE V 0300-4-2                    | 2016-01 | Elektrostatik - Teil 4-2: Standard-Prüfverfahren für spezielle Anwendungen – Elektrostatische Eigenschaften von Textilien (IEC/TS 61340-4-2:2013) |
| DIN EN 61340-4-3           | VDE 0300-4-3                      | 2002-09 | Elektrostatik - Standard-Prüfverfahren für spezielle Anwendungen - Schuhwerk - (IEC 61340-4-3:2001); Deutsche Fassung EN 61340-4-3:2001 |
| DIN EN 61340-4-4           | VDE 0300-4-4                      | 2015-11 | Elektrostatik - Teil 4-4: Normprüfverfahren für spezielle Anwendungen – Einordnung flexibler Schüttgutbehälter (FIBC) in elektrostatischer Hinsicht - (IEC 61340-4-4:2012 + A1:2014); Deutsche Fassung EN 61340-4-4:2012 + A1:2015 |
| DIN EN 61340-4-5           | VDE 0300-4-5                      | 2005-03 | Elektrostatik - Teil 4-5: Standard-Prüfverfahren für spezielle Anwendungen - Verfahren zur Charakterisierung der elektrostatischen Schutzwirkung von Schuhwerk und Boden in Kombination mit einer Person - (IEC 61340-4-5:2004); Deutsche Fassung EN 613404-5:2004 |
| DIN EN 61340-4-6           | VDE 0300-4-6                      | 2016-04 | Elektrostatik - Teil 4-6: Standard-Prüfverfahren für spezielle Anwendungen – Handgelenkerdungsbänder - (IEC 61340-4-6:2015); Deutsche Fassung EN 61340-4-6:2015 |
| DIN EN 61340-4-8           | VDE 0300-4-8                      | 2015-08 | Elektrostatik - Teil 4-8: Standard-Prüfverfahren für spezielle Anwendungen – Schirmwirkung gegen elektrostatische Entladung – Beutel - (IEC 61340-4-8:2014); Deutsche Fassung EN 61340-4-8:2015 |
| DIN EN 61340-5-1           | VDE 0300-5-1 Beiblatt 1           | 2009-09 | Elektrostatik - Teil 5-2: Schutz von elektronischen Bauelementen gegen elektrostatische Phänomene – Benutzerhandbuch - (IEC/TR 61340-5-2:2007); Deutsche Fassung CLC/TR 61340-5-2:2008 |
| DIN EN 61340-5-1           | VDE 0300-5-1                      | 2008-07 | Elektrostatik - Teil 5-1: Schutz von elektronischen Bauelementen gegen elektrostatische Phänomene – Allgemeine Anforderungen - (IEC 61340-5-1:2007); Deutsche Fassung EN 61340-5-1:2007 |
| DIN EN 61340-5-1 Bbl 1     | VDE 0300-5-1 Bbl 1 Berichtigung 1 | 2012-07 | Berichtigung zu DIN EN 61340-5-1 Beiblatt 1 (VDE 0300-5-1 Beiblatt 1):2009-09; (IEC-Cor.: 2009 zu IEC 61340-5-2:2007) |
| DIN EN 61340-5-3           | VDE 0300-5-3                      | 2016-04 | Elektrostatik - Teil 5-3: Schutz von elektronischen Bauelementen gegen elektrostatische Phänomene – Eigenschaften und Anforderungen für die Klassifizierung von Verpackungen, welche für Bauelemente verwendet werden, die gegen elektrostatische Entladungen empfindlich sind - (IEC 61340-5-3:2015); Deutsche Fassung EN 61340-5-3:2015                                   |
| DIN EN 60085               | VDE 0301-1                        | 2008-08 | Elektrische Isolierung - Thermische Bewertung und Bezeichnung - (IEC 60085:2007); Deutsche Fassung EN 60085:2008 |
| DIN EN 60505               | VDE 0302-1                        | 2012-05 | Bewertung und Kennzeichnung von elektrischen Isoliersystemen - (IEC 60505:2011); Deutsche Fassung EN 60505:2011 |
| DIN EN 61857-1             | VDE 0302-11                       | 2009-09 | Elektrische Isoliersysteme – Verfahren zur thermischen Bewertung - Teil 1: Allgemeine Anforderungen – Niederspannung - (IEC 61857-1:2008); Deutsche Fassung EN 61857-1:2009 |
| DIN EN 61857-21            | VDE 0302-21                       | 2010-02 | Elektrische Isoliersysteme – Verfahren zur thermischen Bewertung - Teil 21: Spezielle Bedingungen für Mehrzweckmodelle – Anwendungen bei Drahtwicklungen - (IEC 61857-21:2009); Deutsche Fassung EN 61857-21:2009 |
| DIN EN 61857-22            | VDE 0302-22                       | 2009-05 | Elektrische Isoliersysteme – Verfahren zur thermischen Bewertung - Teil 22: Spezielle Bedingungen für ein umhülltes Spulenmodell – Elektrisches Isoliersystem (EIS) aus Drahtwicklungen - (IEC 61857-22:2008); Deutsche Fassung EN 6185722:2008 |
| DIN EN 61858-1             | VDE 0302-30-1                     | 2014-11 | Elektrische Isoliersysteme – Thermische Bewertung von Veränderungen an einem erprobten elektrischen Isoliersystem (EIS) - Teil 1: EIS mit Runddraht-Wicklungen - (IEC 61858-1:2014); Deutsche Fassung EN 61858-1:2014 |
| DIN EN 61858-2             | VDE 0302-30-2                     | 2014-11 | Elektrische Isoliersysteme – Thermische Bewertung von Veränderungen an einem erprobten elektrischen Isoliersystem (EIS) - Teil 2: EIS mit Flachdraht-Wicklungen - (IEC 61858-2:2014); Deutsche Fassung EN 61858-2:2014 |
| DIN EN 62068               | VDE 0302-91                       | 2014-03 | Elektrische Isolierstoffe und Isoliersysteme - Allgemeines Verfahren zur Bewertung der elektrischen Lebensdauer bei Beanspruchung mit sich wiederholenden Spannungsimpulsen - (IEC 62068:2013); Deutsche Fassung EN 62068:2013 |
| DIN IEC/TS 62332-1         | VDE V 0302-994                    | 2013-05 | Elektrische Isoliersysteme (EIS) – Thermische Prüfung kombinierter flüssiger und fester Komponenten - Teil 1: Allgemeine Anforderungen - (IEC/TS 62332-1:2011) |
| DIN IEC/TS 62332-2         | VDE V 0302-995                    | 2014-12 | Elektrische Isoliersysteme (EIS) – Thermische Prüfung kombinierter flüssiger und fester Komponenten - Teil 2: Vereinfachte Prüfung - (IEC/TS 62332-2:2014) |
| DIN VDE 0303-4             | VDE 0303-4                        | 1969-12 | Bestimmungen für elektrische Prüfungen von Isolierstoffen - Bestimmung der dielektrischen Eigenschaften |
| DIN VDE 0303-5             | VDE 0303-5                        | 1990-07 | Prüfung von Isolierstoffen - Niederspannungs-Hochstrom-Lichtbogenprüfung |
| DIN EN 60426               | VDE 0303-6                        | 2007-11 | Elektroisolierstoffe - Prüfungen zur Bestimmung der elektrolytischen Korrosionswirkung von Isoliermaterialien - (IEC 60426:2007); Deutsche Fassung EN 60426:2007 |
| DIN EN 60426               | VDE 0303-6 Berichtigung 1         | 2010-01 | Berichtigung zu DIN EN 60426 (VDE 0303-6):2007-11 |
| DIN EN 60587               | VDE 0303-10                       | 2008-03 | Elektroisolierstoffe, die unter erschwerten Bedingungen eingesetzt werden - Prüfverfahren zur Bestimmung der Beständigkeit gegen Kriechwegbildung und Erosion - (IEC 60587:2007); Deutsche Fassung EN 60587:2007 |
| DIN EN 60112               | VDE 0303-11                       | 2010-05 | Verfahren zur Bestimmung der Prüfzahl und der Vergleichszahl der Kriechwegbildung von festen, isolierenden Werkstoffen - (IEC 60112:2003 + A1:2009); Deutsche Fassung EN 60112:2003 + A1:2009 |
| DIN EN 61302               | VDE 0303-12                       | 1996-09 | Prüfverfahren zur Beurteilung des Widerstandes gegen Kriechwegbildung und Erosion - Zyklische Prüfung - (IEC 61302:1995); Deutsche Fassung EN 61302:1995 |
| DIN VDE 0303-13            | VDE 0303-13                       | 1986-10 | Prüfung von Isolierstoffen - Dielektrische Eigenschaften fester Isolierstoffe im Frequenzbereich von 8,2 GHz bis 12,5 GHz |
| DIN EN 60243-1             | VDE 0303-21                       | 2014-01 | Elektrische Durchschlagfestigkeit von isolierenden Werkstoffen – Prüfverfahren - Teil 1: Prüfungen bei technischen Frequenzen (IEC 60243-1:2013); Deutsche Fassung EN 60243-1:2013 |
| DIN EN 60243-2             | VDE 0303-22                       | 2014-08 | Elektrische Durchschlagfestigkeit von isolierenden Werkstoffen – Prüfverfahren - Teil 2: Zusätzliche Anforderungen für Prüfungen mit Gleichspannung - (IEC 60243-2:2013); Deutsche Fassung EN 60243-2:2014 |
| DIN EN 60243-3             | VDE 0303-23                       | 2014-09 | Elektrische Durchschlagfestigkeit von isolierenden Werkstoffen – Prüfverfahren - Teil 3: Zusätzliche Festlegungen für 1,2/50 µs Stoßspannungsprüfungen - (IEC 60243-3:2013); Deutsche Fassung EN 60243-3:2014 |
| DIN IEC 60093              | VDE 0303-30                       | 1993-12 | Prüfverfahren für Elektroisolierstoffe - Spezifischer Durchgangswiderstand und spezifischer Oberflächenwiderstand von festen, elektrisch isolierenden Werkstoffen - (IEC 60093:1980); Deutsche Fassung HD 429 S1:1983 |
| DIN IEC 60167              | VDE 0303-31                       | 1993-12 | Prüfverfahren für Elektroisolierstoffe - Isolationswiderstand von festen, isolierenden Werkstoffen - (IEC 60167:1964); Deutsche Fassung HD 568 S1:1990 |
| DIN IEC 60345              | VDE 0303-32                       | 1996-08 | Verfahren zur Messung des elektrischen Widerstandes und des spezifischen elektrischen Widerstandes von Isolierstoffen bei erhöhten Temperaturen - (IEC 60345:1971); Deutsche Fassung HD 438 S1:1984 |
| DIN VDE 0303-33            | VDE 0303-33                       | 1991-04 | Prüfung von Isolierstoffen - Prüfverfahren zur Bestimmung ionischer Verunreinigungen in Elektroisolierstoffen durch flüssige Auszüge - Identisch mit IEC 60589:1977 |
| DIN EN 60343               | VDE 0303-70                       | 1994-06 | Empfohlene Prüfverfahren zur Bestimmung der relativen Beständigkeit isolierender Werkstoffe gegen Durchschlag infolge Oberflächenteilentladung - (IEC 60343:1991); Deutsche Fassung EN 60343:1993 |
| DIN EN 61621               | VDE 0303-71                       | 1999-01 | Trockene, feste Isolierstoffe - Prüfung der Lichtbogenbeständigkeit bei hoher Spannung und niedrigem Strom - (IEC 61621:1997); Deutsche Fassung EN 61621:1997 |
| DIN EN 60216-4-1           | VDE 0304-4-1                      | 2006-12 | Elektroisolierstoffe - Eigenschaften hinsichtlich des thermischen Langzeitverhaltens - Teil 4-1: Wärmeschränke für die Warmlagerung - Einzelkammerwärmeschränke - (IEC 60216-4-1:2006); Deutsche Fassung EN 60216-4-1:2006 |
| DIN IEC/TS 60216-7-1       | VDE V 0304-7-1                    | 2015-11 | Elektroisolierstoffe – Eigenschaften hinsichtlich des thermischen Langzeitverhaltens - Teil 7-1: Beschleunigte Ermittlung der relativen thermischen Beständigkeit mit analytischen Prüfverfahren (RTEA) – Anleitung für die Berechnung auf der Grundlage der Aktivierungsenergie - (IEC/TS 60216-7-1:2015)                                                                  |
| DIN EN 60216-8             | VDE 0304-8                        | 2014-01 | Elektroisolierstoffe – Eigenschaften hinsichtlich des thermischen Langzeitverhaltens - Teil 8: Anweisungen zur Berechnung von charakteristischen Werten zum thermischen Langzeitverhalten unter Verwendung vereinfachter Verfahren - (IEC 60216-8:2013); Deutsche Fassung EN 60216-8:2013                                                                                   |
| DIN EN 60216-1             | VDE 0304-21                       | 2014-01 | Elektroisolierstoffe – Eigenschaften hinsichtlich des thermischen Langzeitverhaltens - Teil 1: Warmlagerungsverfahren und Auswertung von Prüfergebnissen - (IEC 60216-1:2013); Deutsche Fassung EN 60216-1:2013 |
| DIN EN 60216-2             | VDE 0304-22                       | 2006-04 | Elektroisolierstoffe - Eigenschaften hinsichtlich des thermischen Langzeitverhaltens - Teil 2: Leitfaden zur Bestimmung thermischer Langzeiteigenschaften von Elektroisolierstoffen - Auswahl der Prüfmerkmale - (IEC 60216-2:2005); Deutsche Fassung EN 60216-2:2005 |
| DIN EN 60216-3             | VDE 0304-23                       | 2007-03 | Elektroisolierstoffe - Eigenschaften hinsichtlich des thermischen Langzeitverhaltens - Teil 3: Anweisungen zur Berechnung thermischer Langzeitkennwerte - (IEC 60216-3:2006); Deutsche Fassung EN 60216-3:2006 |
| DIN EN 60216-3             | VDE 0304-23 Berichtigung 1        | 2009-02 | Berichtigung zu DIN EN 60216-3 (VDE 0304-23):2007-03 |
| DIN EN 60216-4-2           | VDE 0304-24-2                     | 2001-04 | Elektroisolierstoffe - Thermische Langzeiteigenschaften - Teil 4-2: Wärmeschränke für die Warmlagerung Präzisionswärmeschränke für Temperaturen bis 300 °C - (IEC 60216-4-2:2000) Deutsche Fassung EN 60216-4-2:2000 |
| DIN EN 60216-4-3           | VDE 0304-24-3                     | 2001-04 | Elektroisolierstoffe - Thermische Langzeiteigenschaften - Teil 4-3: Wärmeschränke für die Warmlagerung Mehrkammerwärmeschränke - (IEC 60216-4-3:2000) Deutsche Fassung EN 60216-4-3:2000 |
| DIN EN 60216-5             | VDE 0304-25                       | 2009-02 | Elektroisolierstoffe – Eigenschaften hinsichtlich des thermischen Langzeitverhaltens - Teil 5: Bestimmung des relativen thermischen Lebensdauer-Indexes (RTE) von Elektroisolierstoffen - (IEC 60216-5:2008); Deutsche Fassung EN 60216-5:2008 |
| DIN EN 60216-6             | VDE 0304-26                       | 2007-06 | Elektroisolierstoffe - Eigenschaften hinsichtlich des thermischen Langzeitverhaltens - Teil 6: Bestimmung der thermischen Langzeitkennwerte (TI und RTE) eines Isolierstoffes unter Anwendung des Festzeitrahmenverfahrens - (IEC 60216-6:2006); Deutsche Fassung EN 60216-6:2006                                                                                           |
| DIN EN 60544-1             | VDE 0306-1                        | 2014-04 | Elektroisolierstoffe – Bestimmung der Auswirkungen ionisierender Strahlung - Teil 1: Einfluss der Strahlenwirkung und Dosimetrie - (IEC 60544-1:2013); Deutsche Fassung EN 60544-1:2013 |
| DIN EN 60544-2             | VDE 0306-2                        | 2013-04 | Elektroisolierstoffe – Bestimmung der Auswirkungen ionisierender Strahlung auf Isolierstoffe - Teil 2: Verfahren zur Bestrahlung und Prüfung - (IEC 60544-2:2012); Deutsche Fassung EN 60544-2:2012 |
| DIN EN 60544-4             | VDE 0306-4                        | 2004-06 | Elektroisolierstoffe - Bestimmung der Wirkung ionisierender Strahlung - Teil 4: Klassifikationssystem für den Einsatz unter Strahlung - (IEC 60544-4:2003); Deutsche Fassung EN 60544-4:2003 |
| DIN EN 60544-5             | VDE 0306-5                        | 2012-10 | Elektroisolierstoffe – Bestimmung der Wirkung ionisierender Strahlung - Teil 5: Bewertungsverfahren für die Alterung während des Einsatzes - (IEC 60544-5:2011); Deutsche Fassung EN 60544-5:2012 |
| DIN IEC/TS 61244-1         | VDE V 0306-11                     | 2016-05 | Bestimmung der Langzeitstrahlungs-Alterung in Polymeren - Teil 1: Verfahren zur Messung der diffusionsbegrenzten Oxidation (IEC/TS 61244-1:2014) |
| DIN IEC/TS 61244-2         | VDE V 0306-12                     | 2016-05 | Bestimmung der Langzeitstrahlungs-Alterung in Polymeren - Teil 2: Verfahren zur Vorhersage der Alterung bei niedriger Dosisleistung - (IEC/TS 61244-2:2014) |
| DIN EN 60212               | VDE 0308-1                        | 2011-10 | Standardbedingungen für die Anwendung vor und während der Prüfung von festen Elektroisolierstoffen - (IEC 60212:2010); Deutsche Fassung EN 60212:2011 |
| DIN EN 60819-1             | VDE 0309-1                        | 2012-10 | Zellulosefreie Papiere für elektrotechnische Zwecke - Teil 1: Begriffe und allgemeine Anforderungen - (IEC 60819-1:2009); Deutsche Fassung EN 60819-1:2012 |
| DIN EN 60819-2             | VDE 0309-2                        | 2002-07 | Vliesstoffe auf Kunststofffaserbasis für elektrotechnische Zwecke - Prüfverfahren - (IEC 60819-2:2001); Deutsche Fassung EN 60819-2:2001 |
| DIN EN 60819-3-1           | VDE 0309-3-1                      | 2002-07 | Vliesstoffe auf Kunststofffaserbasis für elektrotechnische Zwecke - Bestimmungen für einzelne Materialien - Gefüllte Glaspapiere - (IEC 60819-3-1:2001); Deutsche Fassung EN 60819-3-1:2001 |
| DIN EN 60819-3-2           | VDE 0309-3-2                      | 2002-07 | Vliesstoffe auf Kunststofffaserbasis für elektrotechnische Zwecke - Bestimmungen für einzelne Materialien - Anorganische-organische Hybrid-Papiere - (IEC 60819-3-2:2001); Deutsche Fassung EN 60819-3-2:2001 |
| DIN EN 60819-3-3           | VDE 0309-3-3                      | 2012-06 | Zellulosefreie Papiere für elektrotechnische Zwecke - Teil 3: Bestimmungen für einzelne Materialien – Blatt 3: Ungefüllte Aramid(aromatische Polyamid-)Papiere - (IEC 60819-3-3:2011); Deutsche Fassung EN 60819-3-3:2011 |
| DIN EN 60819-3-4           | VDE 0309-3-4                      | 2014-10 | Zellulosefreie Papiere für elektrotechnische Zwecke - Teil 3: Bestimmungen für einzelne Materialien – Blatt 4: Papier aus Aramidfaser mit einem Glimmeranteil von nicht mehr als 50 % - (IEC 60819-3-4:2013); Deutsche Fassung EN 60819-3-4:2014 |
| DIN EN 61061-1             | VDE 0310-1                        | 2007-08 | Nicht-imprägniertes Kunstharzpressholz für elektrotechnische Zwecke - Teil 1: Begriffe, Bezeichnung und allgemeine Anforderungen - (IEC 61061-1:2006); Deutsche Fassung EN 61061-1:2006 |
| DIN EN 61061-2             | VDE 0310-2                        | 2002-04 | Nicht-imprägniertes Kunstharz-Pressholz für elektrotechnische Zwecke - Prüfverfahren - (IEC 61061-2:1992 + A1:2001); Deutsche Fassung EN 61061-2:2001 + A1:2001 |
| DIN EN 61061-3-1           | VDE 0310-3-1 Beiblatt 1           | 2014-12 | Nicht-imprägniertes Kunstharzpressholz für elektrotechnische Zwecke - Teil 3: Bestimmungen für einzelne Werkstoffe – Blatt 1: Tafelnaus Rotbuchenfurnieren; Beiblatt 1: Vergleich der Typen |
| DIN EN 61061-3-1           | VDE 0310-3-1                      | 1999-09 | Nicht-imprägniertes Kunstharzpressholz für elektrotechnische Zwecke - Bestimmungen für einzelne Werkstoffe - Tafeln aus Rotbuchenfurnieren - (IEC 61061-3-1:1998); Deutsche Fassung EN 61061-3-1:1998 |
| DIN EN 61061-3-2           | VDE 0310-3-2 Beiblatt 1           | 2014-12 | Nicht-imprägniertes Kunstharzpressholz für elektrotechnische Zwecke - Teil 3: Bestimmungen für einzelne Werkstoffe – Blatt 2: Ringe aus Rotbuchenfurnieren; Beiblatt 1: Vergleich der Typen |
| DIN EN 61061-3-2           | VDE 0310-3-2                      | 2002-04 | Nicht-imprägniertes Kunstharz-Pressholz für elektrotechnische Zwecke - Bestimmungen für einzelne Werkstoffe - Ringe aus Rotbuchenfurnieren - (IEC 61061-3-2:2001); Deutsche Fassung EN 61061-3-2:2001 |
| DIN VDE 0311-10            | VDE 0311-10                       | 1988-11 | Isolierpapiere auf Zellulosebasis für elektrotechnische Zwecke - Begriffe und allgemeine Anforderungen - Identisch mit IEC 605541:1977 (Stand 1983) |
| DIN EN 60554-2             | VDE 0311-20                       | 2002-12 | Zellulosepapiere für elektronische Zwecke - Prüfverfahren - (IEC 60554-2:2001); Deutsche Fassung EN 60554-2:2002 |
| DIN EN 60450               | VDE 0311-21                       | 2008-03 | Messung des durchschnittlichen viskosimetrischen Polymerisationsgrades von neuen und gealterten cellulosehaltigen Elektroisolierstoffen - (IEC 60450:2004 + A1:2007); Deutsche Fassung EN 60450:2004 + A1:2007 |
| DIN VDE 0311-31            | VDE 0311-31                       | 1988-11 | Isolierpapiere auf Zellulosebasis für elektrotechnische Zwecke - Anforderungen - Papier für allgemeine elektrotechnische Zwecke - Identisch mit IEC 60554-3-1:1979 |
| DIN VDE 0311-32            | VDE 0311-32                       | 1988-11 | Isolierpapiere auf Zellulosebasis für elektrotechnische Zwecke - Anforderungen - Kondensatorpapiere - Identisch mit IEC 60554-32:1983 |
| DIN VDE 0311-33            | VDE 0311-33                       | 1988-11 | Isolierpapiere auf Zellulosebasis für elektrotechnische Zwecke - Anforderungen - Krepppapiere - Identisch mit IEC 60554-3-3:1980 |
| DIN VDE 0311-34            | VDE 0311-34                       | 1988-11 | Isolierpapiere auf Zellulosebasis für elektrotechnische Zwecke - Anforderungen - Elektrolytkondensatorpapiere - Identisch mit IEC 60554-3-4:1979 |
| DIN VDE 0311-35            | VDE 0311-35                       | 1988-11 | Isolierpapiere auf Zellulosebasis für elektrotechnische Zwecke - Anforderungen - Spezialpapiere - (IEC 60554-3-5:1984, modifiziert) |
| DIN VDE 0312               | VDE 0312                          | 1959-09 | Regeln für Prüfverfahren an Schichtpressstoffen - Vulkanfiber für die Elektrotechnik |
| DIN EN 61628-1             | VDE 0313-1                        | 1999-03 | Wellspan für elektrotechnische Zwecke - Begriffe, Kennzeichnungen und allgemeine Anforderungen - (IEC 61628-1:1997); Deutsche Fassung EN 61628-1:1997 |
| DIN EN 61628-2             | VDE 0313-2                        | 2008-04 | Wellspan für elektrotechnische Zwecke - Teil 2: Prüfverfahren - (IEC 61628-2:1998 + A1:2007); Deutsche Fassung EN 616282:1999 + A1:2007 |
| DIN EN 60763-1             | VDE 0314-1                        | 2011-09 | Blockspan für elektrotechnische Anwendungen - Teil 1: Begriffe, Einteilung und allgemeine Anforderungen - (IEC 60763-1:2010); Deutsche Fassung EN 60763-1:2011 |
| DIN EN 60763-2             | VDE 0314-2                        | 2007-12 | Bestimmung für Blockspan - Teil 2: Prüfverfahren - (IEC 60763-2:2007); Deutsche Fassung EN 60763-2:2007 |
| DIN EN 60763-3-1           | VDE 0314-3-1                      | 2011-09 | Blockspan für elektrotechnische Anwendungen - Teil 3: Bestimmungen für einzelne Werkstoffe – Blatt 1: Anforderungen für heißgepressten Blockspan, Typen LB 3.1A.1 und LB 3.1A.2 - (IEC 60763-3-1:2010); Deutsche Fassung EN 60763-3-1:2011 |
| DIN EN 60641-1             | VDE 0315-1                        | 2008-08 | Bestimmung für Tafel- und Rollenpressspan für elektrotechnische Anwendungen - Teil 1: Begriffe und allgemeine Anforderungen - (IEC 60641-1:2007); Deutsche Fassung EN 60641-1:2008 |
| DIN EN 60641-2             | VDE 0315-2                        | 2005-05 | Tafel- und Rollenpressspan für elektrotechnische Anwendungen - Teil 2: Prüfverfahren - (IEC 60641-2:2004); Deutsche Fassung EN 60641-2:2004 |
| DIN EN 60641-3-1           | VDE 0315-3-1 Beiblatt 1           | 2009-09 | Tafel- und Rollenpressspan für elektrotechnische Anwendungen - Teil 3: Bestimmungen für einzelne Werkstoffe – Blatt 1: Anforderungen für Tafelpressspan, Typen B.0.1, B.0.3, B.2.1, B.2.3, B.3.1, B.3.3, B.4.1, B.4.3, B.5.1, B.5.3 und B.6.1 - Beiblatt 1: Vergleich der Typen                                                                                             |
| DIN EN 60641-3-1           | VDE 0315-3-1                      | 2009-04 | Tafel- und Rollenpressspan für elektrotechnische Anwendungen - Teil 3: Bestimmungen für einzelne Werkstoffe – Blatt 1: Anforderungen für Tafelpressspan, Typen B.0.1, B.0.3, B.2.1, B.2.3, B.3.1, B.3.3, B.4.1, B.4.3, B.5.1, B.5.3 und B.6.1 - (IEC 60641-3-1:2008); Deutsche Fassung EN 60641-3-1:2008                                                                    |
| DIN EN 60641-3-2           | VDE 0315-3-2 Beiblatt 1           | 2010-03 | Bestimmung für Tafel- und Rollenpressspan für elektrotechnische Anwendungen - Teil 3: Bestimmungen für einzelne Werkstoffe – Blatt 2: Anforderungen für Rollenpressspan, Typen P.2.1, P.4.1, P.4.2, P.4.3 und P.6.1 - Beiblatt 1: Vergleich der Typen |
| DIN EN 60641-3-2           | VDE 0315-3-2                      | 2008-12 | Tafel- und Rollenpressspan für elektrotechnische Anwendungen - Teil 3: Bestimmungen für einzelne Werkstoffe – Blatt 2: Anforderungen für Rollenpressspan, Typen P.2.1, P.4.1, P.4.2, P.4.3 und P.6.1 - (IEC 60641-3-2:2007); Deutsche Fassung EN 60641-3-2:2008 |
| DIN EN 60626               | VDE 0316 Beiblatt 1               | 2000-06 | Flexible Mehrschichtisolierstoffe zur elektrischen Isolation - Typvergleich - Verzeichnis einschlägiger Normen (Stand: März 2000) |
| DIN EN 60626-1             | VDE 0316-1                        | 2012-12 | Flexible Mehrschichtisolierstoffe zur elektrischen Isolierung - Teil 1: Definitionen und allgemeine Anforderungen - (IEC 606261:2009); Deutsche Fassung EN 60626-1:2012 |
| DIN EN 60626-2             | VDE 0316-2                        | 2010-05 | Flexible Mehrschichtisolierstoffe zur elektrischen Isolierung - Teil 2: Prüfverfahren - (IEC 60626-2:2009); Deutsche Fassung EN 60626-2:2009 |
| DIN EN 60626-3             | VDE 0316-3                        | 2013-03 | Flexible Mehrschichtisolierstoffe zur elektrischen Isolierung - Teil 3: Bestimmungen für einzelne Materialien - (IEC 60626-3:2008 + A1:2012); Deutsche Fassung EN 60626-3:2008 + A1:2012 |
| DIN EN 61629-1             | VDE 0317-1                        | 1998-04 | Aramid-Tafelpressspan für elektrotechnische Zwecke - Definitionen, Bezeichnungen und allgemeine Anforderungen - (IEC 616291:1996); Deutsche Fassung EN 61629-1:1996 |
| DIN EN 61629-2             | VDE 0317-2                        | 1998-04 | Aramid-Tafelpressspan für elektrotechnische Zwecke - Prüfverfahren - (IEC 61629-2:1996); Deutsche Fassung EN 61629-2:1996 |
| DIN EN 60893-1             | VDE 0318-1                        | 2004-12 | Isolierstoffe - Tafeln aus technischen Schichtpressstoffen auf der Basis warmhärtender Harze für elektrotechnische Zwecke - Teil 1: Definitionen, Bezeichnungen und allgemeine Anforderungen - (IEC 60893-1:2004); Deutsche Fassung EN 60893-1:2004 |
| DIN EN 60893-2             | VDE 0318-2                        | 2005-02 | Isolierstoffe - Tafeln aus technischen Schichtpressstoffen auf der Basis warmhärtender Harze für elektrotechnische Zwecke - Teil 2: Prüfverfahren - (IEC 60893-2:2003); Deutsche Fassung EN 60893-2:2004 |
| DIN EN 60893-3-1           | VDE 0318-3-1 Beiblatt 1           | 1996-03 | Bestimmung für Tafeln aus technischen Schichtpressstoffen auf der Basis wärmehärtbarer Harze für elektrotechnische Zwecke - Typvergleich |
| DIN EN 60893-3-1           | VDE 0318-3-1                      | 2013-03 | Isolierstoffe – Tafeln aus technischen Schichtpressstoffen auf der Basis warmhärtender Harze für elektrotechnische Zwecke - Teil 3-1: Bestimmungen für einzelne Werkstoffe – Typen von Tafeln aus technischen Schichtpressstoffen - (IEC 60893-3-1:2012); Deutsche Fassung EN 60893-3-1:2012                                                                                |
| DIN EN 60893-3-2           | VDE 0318-3-2                      | 2012-04 | Isolierstoffe – Tafeln aus technischen Schichtpressstoffen auf der Basis warmhärtender Harze für elektrotechnische Zwecke - Teil 3-2: Bestimmungen für einzelne Werkstoffe – Anforderungen für Tafeln aus Schichtpressstoffen auf der Basis von Epoxidharzen - (IEC 60893-3-2:2003 + A1:2011); Deutsche Fassung EN 60893-3-2:2004 + A1:2011                                 |
| DIN EN 60893-3-3           | VDE 0318-3-3                      | 2012-12 | Isolierstoffe – Tafeln aus technischen Schichtpressstoffen auf der Basis warmhärtender Harze für elektrotechnische Zwecke - Teil 3-3: Bestimmungen für einzelne Werkstoffe – Anforderungen für Tafeln aus Schichtpressstoffen auf der Basis von Melaminharzen - (IEC 60893-3-3:2003 + A1:2011); Deutsche Fassung EN 60893-3-3:2004 + A1:2012                                |
| DIN EN 60893-3-4           | VDE 0318-3-4                      | 2013-08 | Isolierstoffe – Tafeln aus technischen Schichtpressstoffen auf der Basis warmhärtender Harze für elektrotechnische Zwecke - Teil 3-4: Bestimmungen für einzelne Werkstoffe – Anforderungen für Tafeln aus Schichtpressstoffen auf der Basis von Phenolharzen - (IEC 60893-3-4:2003 + A1:2012); Deutsche Fassung EN 60893-3-4:2004 + A1:2012                                 |
| DIN EN 60893-3-4           | VDE 0318-3-4 Berichtigung 1       | 2014-09 | Berichtigung zu DIN EN 60893-3-4 (VDE 0318-3-4):2013-08; (IEC-Cor.:2014 zu IEC 60893-3-4:2003) |
| DIN EN 60893-3-5           | VDE 0318-3-5                      | 2010-03 | Isolierstoffe – Tafeln aus technischen Schichtpressstoffen auf der Basis warmhärtender Harze für elektrotechnische Zwecke - Teil 3-5: Bestimmungen für einzelne Werkstoffe – Anforderungen für Tafeln aus Schichtpressstoffen auf der Basis von Polyesterharzen - (IEC 60893-3-5:2003 + A1:2009); Deutsche Fassung EN 60893-3-5:2004 + A1:2009                              |
| DIN EN 60893-3-6           | VDE 0318-3-6                      | 2010-05 | Isolierstoffe – Tafeln aus technischen Schichtpressstoffen auf der Basis warmhärtender Harze für elektrotechnische Zwecke - Teil 3-6: Bestimmungen für einzelne Werkstoffe – Anforderungen für Tafeln aus Schichtpressstoffen auf der Basis von Silikonharzen - (IEC 60893-3-6:2003 + A1:2009); Deutsche Fassung EN 60893-3-6:2004 + A1:2009                                |
| DIN EN 60893-3-7           | VDE 0318-3-7                      | 2010-05 | Isolierstoffe – Tafeln aus technischen Schichtpressstoffen auf der Basis warmhärtender Harze für elektrotechnische Zwecke - Teil 3-7: Bestimmungen für einzelne Werkstoffe – Anforderungen für Tafeln aus Schichtpressstoffen auf der Basis von Polyimidharzen - (IEC 60893-3-7:2003 + A1:2009); Deutsche Fassung EN 60893-3-7:2004 + A1:2009                               |
| DIN IEC/TR 60893-4         | VDE 0318-4                        | 2015-03 | Isolierstoffe – Tafeln aus technischen Schichtpressstoffen auf der Basis warmhärtender Harze für elektrotechnische Zwecke - Teil 4: Typische Werte - (IEC/TR 60893-4:2014) |
| DIN EN 61212-1             | VDE 0319-1                        | 2007-01 | Isolierstoffe - Runde Rohre und Stäbe aus technischen Schichtpressstoffen auf der Basis warmhärtender Harze für elektrotechnische Zwecke - Teil 1: Definitionen, Bezeichnungen und allgemeine Anforderungen - (IEC 61212-1:2006); Deutsche Fassung EN 61212-1:2006 |
| DIN EN 61212-1             | VDE 0319-1 Berichtigung 1         | 2014-09 | Berichtigung zu DIN EN 61212-1 (VDE 0319-1):2007-01; (IEC-Cor.:2014 zu IEC 61212-1:2006) |
| DIN EN 61212-2             | VDE 0319-2                        | 2007-08 | Isolierstoffe - Runde Rohre und Stäbe aus technischen Schichtpressstoffen auf der Basis warmhärtender Harze für elektrotechnische Zwecke - Teil 2: Prüfverfahren - (IEC 61212-2:2006); Deutsche Fassung EN 61212-2:2006 |
| DIN EN 61212-3-1           | VDE 0319-3-1                      | 2014-02 | Isolierstoffe – Runde Rohre und Stäbe aus technischen Schichtpressstoffen auf der Basis warmhärtender Harze für elektrotechnische Zwecke - Teil 3: Bestimmungen für einzelne Werkstoffe – Blatt 1: Runde, gewickelte Rohre aus technischen Schichtpressstoffen - (IEC 61212-3-1:2013); Deutsche Fassung EN 61212-3-1:2013                                                   |
| DIN EN 61212-3-2           | VDE 0319-3-2                      | 2014-03 | Isolierstoffe – Runde Rohre und Stäbe aus technischen Schichtpressstoffen auf der Basis warmhärtender Harze für elektrotechnische Zwecke - Teil 3: Bestimmungen für einzelne Werkstoffe – Blatt 2: Runde, formgepresste Rohre - (IEC 61212-32:2013); Deutsche Fassung EN 61212-3-2:2013                                                                                     |
| DIN EN 61212-3-3           | VDE 0319-3-3                      | 2007-06 | Isolierstoffe - Runde Rohre und Stäbe aus technischen Schichtpressstoffen auf der Basis warmhärtender Harze für elektrotechnische Zwecke - Teil 3: Bestimmungen für einzelne Werkstoffe - Blatt 3: Runde, formgepresste Stäbe - (IEC 61212-33:2006); Deutsche Fassung EN 61212-3-3:2006                                                                                     |
| DIN EN 62011-1             | VDE 0320-1                        | 2003-06 | Isolierstoffe - Formgepresste Rohre und Stäbe mit recht- und sechseckigem Querschnitt aus technischen Schichtpressstoffen auf der Basis wärmehärtbarer Harze für elektrotechnische Zwecke - Teil 1: Begriffe, Bezeichnungen und allgemeine Anforderungen - (IEC 62011-1:2002); Deutsche Fassung EN 62011-1:2002                                                             |
| DIN EN 62011-2             | VDE 0320-2                        | 2004-12 | Isolierstoffe - Formgepresste Rohre und Stäbe mit rechteckigem und sechseckigem Querschnitt aus technischen Schichtpressstoffen auf der Basis warmhärtender Harze für elektrotechnische Zwecke - Teil 2: Prüfverfahren - (IEC 620112:2004); Deutsche Fassung EN 62011-2:2004                                                                                                |
| DIN EN 62011-3-1           | VDE 0320-3-1                      | 2004-07 | Isolierstoffe - Formgepresste Rohre und Stäbe mit rechteckigem und sechseckigem Querschnitt aus technischen Schichtpressstoffen auf der Basis warmhärtender Harze für elektrotechnische Zwecke - Teil 3-1: Anforderungen für einzelne Werkstoffe - Rohre und Stäbe mit rechteckigem und sechseckigem Querschnitt - (IEC 62011-3-1:2003); Deutsche Fassung EN 62011-3-1:2003 |
| DIN EN 60371-1             | VDE 0332-1                        | 2004-02 | Bestimmung für Isoliermaterialien aus Glimmer - Teil 1: Begriffe und allgemeine Anforderungen - (IEC 60371-1:2003); Deutsche Fassung EN 60371-1:2003 |
| DIN EN 60371-2             | VDE 0332-2                        | 2005-05 | Bestimmung für Isoliermaterialien aus Glimmer - Teil 2: Prüfverfahren - (IEC 60371-2:2004); Deutsche Fassung EN 60371-2:2004 |
| DIN EN 60371-2             | VDE 0332-2 Berichtigung 1         | 2006-06 | Berichtigungen zu DIN EN 60371-2 (VDE 0332-2):2005-05 |
| DIN EN 60371-3-1           | VDE 0332-3-1                      | 2007-04 | Bestimmung für Isoliermaterialien aus Glimmer - Teil 3: Bestimmungen für einzelne Materialien - Blatt 1: Kommutator-Isolierlamellen und -Materialien - (IEC 60371-3-1:2006); Deutsche Fassung EN 60371-3-1:2006 |
| DIN EN 60371-3-2           | VDE 0332-3-2                      | 2006-08 | Isoliermaterialien aus Glimmer - Teil 3: Bestimmungen für einzelne Materialien - Blatt 2: Glimmerpapier - (IEC 60371-3-2:2005); Deutsche Fassung EN 60371-3-2:2006 |
| DIN EN 60371-3-2           | VDE 0332-3-2 Berichtigung 1       | 2007-02 | Berichtigungen zu DIN EN 60371-3-2 (VDE 0332-3-2):2006-08 |
| DIN EN 60371-3-3           | VDE 0332-3-3                      | 1997-01 | Bestimmung für Glimmererzeugnisse für elektrotechnische Zwecke - Bestimmungen für einzelne Materialien - Heizmikanit - (IEC 60371-3-3:1983); Deutsche Fassung EN 60371-3-3:1995 |
| DIN EN 60371-3-4           | VDE 0332-3-4                      | 2007-07 | Bestimmung für Glimmererzeugnisse für elektrotechnische Zwecke - Teil 3: Bestimmungen für einzelne Materialien - Blatt 4: Polyesterfolienverstärktes Glimmerpapier mit Epoxidharz-Bindemittel im B-Zustand - (IEC 60371-3-4:1992 + A1:2006); Deutsche Fassung EN 60371-3-4:1995 + A1:2006                                                                                   |
| DIN EN 60371-3-5           | VDE 0332-3-5                      | 2006-08 | Isoliermaterialien aus Glimmer - Teil 3: Bestimmungen für einzelne Materialien - Blatt 5: Glimmerpapier mit einem Glasgewebeträger mit einem Epoxidkleber zur Vakuumimprägnierung (VPI) - (IEC 60371-3-5:2005); Deutsche Fassung EN 60371-3-5:2006 |
| DIN EN 60371-3-5           | VDE 0332-3-5 Berichtigung 1       | 2007-02 | Berichtigungen zu DIN EN 60371-3-5 (VDE 0332-3-5):2006-08 |
| DIN EN 60371-3-6           | VDE 0332-3-6                      | 2007-07 | Bestimmung für Glimmererzeugnisse für elektrotechnische Zwecke - Teil 3: Bestimmungen für einzelne Materialien - Blatt 6: Glasgewebeverstärktes Glimmerpapier mit Epoxidharz-Bindemittel im B-Zustand - (IEC 60371-3-6:1992 + A1:2006); Deutsche Fassung EN 60371-3-6:1995 + A1:2006                                                                                        |
| DIN EN 60371-3-7           | VDE 0332-3-7                      | 2007-07 | Glimmererzeugnisse für elektrotechnische Zwecke - Teil 3: Bestimmungen für einzelne Materialien - Blatt 7: Polyesterfolienverstärktes Glimmerpapier mit einem Epoxidharz-Bindemittel zur Einzelleiterbandelung - (IEC 60371-3-7:1995 + A1:2006); Deutsche Fassung EN 60371-3-7:1995 + A1:2006                                                                               |
| DIN EN 60371-3-8           | VDE 0332-3-8                      | 2008-02 | Isoliermaterialien aus Glimmer - Teil 3: Bestimmungen für einzelne Materialien – Blatt 8: Glimmerpapierbänder für flammwidrige Sicherheitskabel - (IEC 60371-3-8:1995 + A1:2007); Deutsche Fassung EN 60371-3-8:1995 + A1:2007 |
| DIN EN 60371-3-9           | VDE 0332-3-9                      | 2008-02 | Isoliermaterialien aus Glimmer - Teil 3: Bestimmungen für einzelne Materialien – Blatt 9: Formmikanit - (IEC 60371-3-9:1995 + A1:2007); Deutsche Fassung EN 60371-3-9:1995 + A1:2007 |
| DIN VDE 0334-1             | VDE 0334-1                        | 1972-09 | Bestimmungen für Textilglaserzeugnisse der Elektrotechnik - Textilglasgewebe |
| DIN EN 60672-1             | VDE 0335-1                        | 1996-05 | Keramik- und Glas-Isolierstoffe - Begriffe und Gruppeneinteilung - (IEC 60672-1:1995); Deutsche Fassung EN 60672-1:1995 |
| DIN EN 60672-2             | VDE 0335-2                        | 2000-10 | Keramik- und Glasisolierstoffe - Prüfverfahren - (IEC 60672-2 :1999) Deutsche Fassung EN 60672-2:2000 |
| DIN EN 60672-3             | VDE 0335-3                        | 1999-02 | Keramik- und Glas-Isolierstoffe - Anforderungen für einzelne Werkstoffe - (IEC 60672-3:1997); Deutsche Fassung EN 606723:1997 |
| DIN EN 50324-1             | VDE 0336-1                        | 2002-12 | Piezoelektrische Eigenschaften von keramischen Werkstoffen und Komponenten - Begriffe - Deutsche Fassung EN 50324-1:2002 |
| DIN EN 50324-2             | VDE 0336-2                        | 2002-12 | Piezoelektrische Eigenschaften von keramischen Werkstoffen und Komponenten - Messverfahren - Kleinsignal - Deutsche Fassung EN 50324-2:2002 |
| DIN EN 50324-3             | VDE 0336-3                        | 2002-12 | Piezoelektrische Eigenschaften von keramischen Werkstoffen und Komponenten - Messverfahren - Großsignal - Deutsche Fassung EN 50324-3:2002 |
| DIN EN 61068-1             | VDE 0337-1                        | 1998-02 | Bestimmung für gewebte Bänder aus Polyesterfilamenten - Definitionen, Bezeichnung und allgemeine Anforderungen - (IEC 61068-1:1991); Deutsche Fassung EN 61068-1:1997 |
| DIN EN 61068-2             | VDE 0337-2                        | 1998-02 | Bestimmung für gewebte Bänder aus Polyesterfilamenten - Prüfverfahren - (IEC 61068-2:1991); Deutsche Fassung EN 610682:1997 |
| DIN EN 61068-3-1           | VDE 0337-3-1                      | 1998-02 | Gewebte Bänder aus Polyesterfilamenten - Bestimmungen für einzelne Materialien - Auf herkömmlichen oder schützenlosen Webmaschinen gewebte Bänder - (IEC 61068-3-1:1995); Deutsche Fassung EN 61068-3-1:1995 |
| DIN EN 61067-1             | VDE 0338-1                        | 1998-02 | Bestimmung für gewebte Bänder aus Textilglas oder Textilglas und Polyesterfilamenten - Definitionen, Klassifikation und allgemeine Anforderungen - (IEC 61067-1:1991); Deutsche Fassung EN 61067-1:1997 |
| DIN EN 61067-2             | VDE 0338-2                        | 1998-02 | Bestimmung für gewebte Bänder aus Textilglas oder Textilglas und Polyesterfilamenten - Prüfverfahren - (IEC 61067-2:1992); Deutsche Fassung EN 61067-2:1997 |
| DIN EN 61067-3-1           | VDE 0338-3-1                      | 1998-02 | Bestimmung für gewebte Bänder aus Textilglas oder Textilglas und Polyesterfilamenten -Bestimmungen für einzelne Materialien - Bänder vom Typ 1, 2 und 3 - (IEC 61067-3-1:1995); Deutsche Fassung EN 61067-3-1:1995 |
| DIN EN 60454               | VDE 0340 Beiblatt 1               | 1999-04 | Selbstklebende Bänder für elektrotechnische Anwendungen - Verzeichnis einschlägiger Normen (Stand: April 1999) |
| DIN EN 60454-1             | VDE 0340-1                        | 1997-05 | Bestimmungen für selbstklebende Isolierbänder für elektrotechnische Anwendungen - Allgemeine Anforderungen - (IEC 604541:1992); Deutsche Fassung EN 60454-1:1994 |
| DIN EN 60454-2             | VDE 0340-2                        | 2008-05 | Selbstklebende Bänder für elektrotechnische Anwendungen - Teil 2: Prüfverfahren - (IEC 60454-2:2007); Deutsche Fassung EN 60454-2:2007 |
| DIN EN 60454-3-1           | VDE 0340-3-1                      | 2002-03 | Selbstklebende Bänder für elektrotechnische Anwendungen - Bestimmungen für einzelne Materialien - Selbstklebende Bänder aus PVC-Folie - (IEC 60454-3-1:1998 + A1:2001); Deutsche Fassung EN 60454-3-1:1998 + A1:2001 |
| DIN EN 60454-3-2           | VDE 0340-3-2                      | 2006-10 | Selbstklebende Bänder für elektrotechnische Anwendungen - Teil 3: Bestimmungen für einzelne Materialien - Blatt 2: Anforderungen für Bänder aus Polyester-Folie mit warmhärtendem oder thermoplastischem Kautschuk oder vernetztem Acryl-Klebstoff - (IEC 60454-3-2:2006); Deutsche Fassung EN 60454-3-2:2006                                                               |
| DIN EN 60454-3-4           | VDE 0340-3-4                      | 2008-04 | Selbstklebende Bänder für elektrotechnische Anwendungen - Teil 3: Bestimmungen für einzelne Materialien – Blatt 4: Bänder aus gekrepptem und nicht gekrepptem Zellulosepapier mit warmhärtendem Kautschuk-Klebstoff - (IEC 60454-3-4:2007); Deutsche Fassung EN 60454-3-4:2007                                                                                              |
| DIN EN 60454-3-6           | VDE 0340-3-6                      | 1999-03 | Selbstklebende Bänder für elektrotechnische Anwendungen - Bestimmungen für einzelne Materialien - Bänder aus Polycarbonat-Folien mit thermoplastischem Acryl-Klebstoff - (IEC 60454-3-6:1998); Deutsche Fassung EN 60454-3-6:1998 |
| DIN EN 60454-3-7           | VDE 0340-3-7                      | 1999-03 | Selbstklebende Bänder für elektrotechnische Anwendungen - Bestimmungen für einzelne Materialien - Selbstklebende Bänder aus Polyimid-Folie - (IEC 60454-3-7:1998); Deutsche Fassung EN 60454-3-7:1998 |
| DIN EN 60454-3-8           | VDE 0340-3-8                      | 2006-12 | Selbstklebende Bänder für elektrotechnische Anwendungen - Teil 3: Bestimmungen für einzelne Materialien - Blatt 8: Selbstklebende Bänder aus Glasgewebe, Zelluloseacetat-Gewebe oder Zelluloseacetat-Baumwoll-Mischgewebe - (IEC 60454-38:2006); Deutsche Fassung EN 60454-3-8:2006                                                                                         |
| DIN EN 60454-3-8           | VDE 0340-3-8 Berichtigung 1       | 2007-02 | Berichtigungen zu DIN EN 60454-3-8 (VDE 0340-3-8):2006-12 |
| DIN EN 60454-3-11          | VDE 0340-3-11                     | 2008-03 | Selbstklebende Bänder für elektrotechnische Anwendungen - Teil 3: Bestimmungen für einzelne Materialien – Blatt 11: Kombinationen von Polyester-Folie mit Glasfilament, gekrepptem Zellulosepapier, Polyestervliesstoff, Epoxid und warmhärtendem Klebstoff - (IEC 60454-3-11:2007); Deutsche Fassung EN 60454-3-11:2007                                                    |
| DIN EN 60454-3-12          | VDE 0340-3-12                     | 2007-01 | Selbstklebende Bänder für elektrotechnische Anwendungen - Teil 3: Bestimmungen für einzelne Materialien - Blatt 12: Anforderungen für selbstklebende Bänder aus Polyethylen- und Polypropylen-Folie - (IEC 60454-3-12:2006); Deutsche Fassung EN 60454-3-12:2006 |
| DIN EN 60454-3-14          | VDE 0340-3-14                     | 2002-03 | Selbstklebende Bänder für elektrotechnische Anwendungen - Bestimmungen für einzelne Materialien - Selbstklebende Bänder aus Polytetrafluorethylenfolie - (IEC 60454-3-14:2001); Deutsche Fassung 60454-3-14:2001 |
| DIN EN 60454-3-19          | VDE 0340-3-19                     | 2004-03 | Selbstklebende Bänder für elektrotechnische Anwendungen - Teil 3: Bestimmungen für einzelne Materialien - Blatt 19: Selbstklebende Bänder aus verschiedenen Trägermaterialien mit beidseitigem Klebstoffauftrag - (IEC 60454-3-19:2003); Deutsche Fassung EN 60454-3-19:2003                                                                                                |
| DIN EN 60684-1             | VDE 0341-1                        | 2004-02 | Isolierschläuche - Teil 1: Begriffe und allgemeine Anforderungen - (IEC 60684-1:2003); Deutsche Fassung EN 60684-1:2003 |
| DIN EN 60684-2             | VDE 0341-2                        | 2012-05 | Isolierschläuche - Teil 2: Prüfverfahren - (IEC 60684-2:2011); Deutsche Fassung EN 60684-2:2011 |
| DIN EN 60684-3-100 bis 105 | VDE 0341-3-100 bis 105            | 2002-05 | Isolierschläuche - Anforderungen für einzelne Schlauchtypen - Extrudierte PVC-Schläuche - (IEC 60684-3-100 bis 105:2001); Deutsche Fassung EN 60684-3-100 bis 105:2001 |
| DIN EN 60684-3-116         | VDE 0341-3-116                    | 2012-05 | Isolierschläuche - Teil 3: Anforderungen für einzelne Schlauchtypen – Blätter 116 bis 117: Extrudierte Polychloroprenschläuche, Standardtyp - (IEC 60684-3-116:2010); Deutsche Fassung EN 60684-3-116:2011 |
| DIN EN 60684-3-121 bis 124 | VDE 0341-3-121 bis 124            | 2002-05 | Isolierschläuche - Anforderungen für einzelne Schlauchtypen - Extrudierte Siliconschläuche - (IEC 60684-3-121 bis 124:2001); Deutsche Fassung EN 60684-3-121 bis 124:2001 |
| DIN EN 60684-3-136         | VDE 0341-3-136                    | 1999-05 | Isolierschläuche - Anforderungen für einzelne Schlauchtypen - Extrudierte Floursiliconschläuche - Allgemeine Anwendung - (IEC 60684-3-136:1997); Deutsche Fassung EN 60684-3-136:1998 |
| DIN EN 60684-3-145 bis 147 | VDE 0341-3-145 bis 147            | 2002-05 | Isolierschläuche - Anforderungen für einzelne Schlauchtypen - Extrudierte PTFE-Schläuche - (IEC 60684-3-145 bis 147:2001); Deutsche Fassung EN 60684-3-145 bis 147:2001 |
| DIN EN 60684-3-151         | VDE 0341-3-151                    | 1999-06 | Isolierschläuche - Anforderungen für einzelne Schlauchtypen - Extrudierte PVC/Nitrilkautschuk-Schläuche - Allgemeine Anwendung - (IEC 60684-3-151:1998); Deutsche Fassung EN 60684-3-151:1998 |
| DIN EN 60684-3-165         | VDE 0341-3-165                    | 2005-04 | Isolierschläuche - Teil 3: Anforderungen für einzelne Schlauchtypen - Blatt 165: Extrudierte Polyolefinschläuche, flammwidrig, mit verbessertem Verhalten im Brandfall - (IEC 60684-3-165:2004); Deutsche Fassung EN 60684-3-165:2004 |
| DIN EN 60684-3-205         | VDE 0341-3-205                    | 2012-02 | Isolierschläuche - Teil 3: Anforderungen für einzelne Schlauchtypen – Blatt 205: Wärmeschrumpfschläuche aus chloriertem Polyolefin, flammwidrig, nominales Schrumpfverhältnis 1,7:1 und 2:1 - (IEC 60684-3-205:2011); Deutsche Fassung EN 60684-3205:2011 |
| DIN EN 60684-3-209         | VDE 0341-3-209                    | 2011-03 | Isolierschläuche - Teil 3: Anforderungen für einzelne Schlauchtypen – Blatt 209: Polyolefin-Wärmeschrumpfschläuche, Standardtyp, flammwidrig - (IEC 60684-3-209:2010); Deutsche Fassung EN 60684-3-209:2010 |
| DIN EN 60684-3-211         | VDE 0341-3-211                    | 2008-01 | Isolierschläuche - Teil 3: Anforderungen für einzelne Schlauchtypen – Blatt 211: Wärmeschrumpfschläuche, halbfestes Polyolefin, Schrumpfverhältnis 2:1 - (IEC 60684-3-211:2007); Deutsche Fassung EN 60684-3-211:2007 |
| DIN EN 60684-3-212         | VDE 0341-3-212                    | 2006-08 | Isolierschläuche - Teil 3: Anforderungen für einzelne Schlauchtypen - Blatt 212: Polyolefin-Wärmeschrumpfschläuche - (IEC 60684-3-212:2005); Deutsche Fassung EN 60684-3-212:2006 |
| DIN EN 60684-3-212         | VDE 0341-3-212 Berichtigung 1     | 2007-02 | Berichtigungen zu DIN EN 60684-3-212 (VDE 0341-3-212):2006-08 |
| DIN EN 60684-3-214         | VDE 0341-3-214                    | 2014-09 | Isolierschläuche - Teil 3: Anforderungen für einzelne Schlauchtypen - Blatt 214: Polyolefin-Wärmeschrumpfschläuche, nichtflammwidrig, dickwandig und mittlere Wanddicke - (IEC 60684-3-214:2013); Deutsche Fassung EN 60684-3-214:2014 |
| DIN EN 60684-3-216         | VDE 0341-3-216                    | 2014-10 | Isolierschläuche - Teil 3: Anforderungen für einzelne Schlauchtypen – Blatt 216: Wärmeschrumpfende, flammhemmende Schläuche mit begrenztem Brandrisiko - (IEC 60684-3-216:2001 + Corrigendum 2003 + A1:2005 + A2:2013); Deutsche Fassung EN 60684-3-216:2005 + A2:2014 |
| DIN EN 60684-3-228         | VDE 0341-3-228                    | 2005-04 | Isolierschläuche - Teil 3: Anforderungen für einzelne Schlauchtypen - Blatt 228: Wärmeschrumpfende Polyvinylidenefluoridschläuche, halbsteif, flammwidrig, flüssigkeitsbeständig, Schrumpfverhältnis 2:1 - (IEC 60684-3-228:2004); Deutsche Fassung EN 60684-3-228:2004 |
| DIN EN 60684-3-229         | VDE 0341-3-229                    | 2004-01 | Isolierschläuche - Teil 3: Anforderungen für einzelne Schlauchtypen - Blatt 229: Polyvinylidenefluorid-Wärmeschrumpfendeschläuche, gering flexibel, flammwidrig, flüssigkeitsbeständig, Schrumpfverhältnis 2:1 - (IEC 60684-3229:2003); Deutsche Fassung EN 60684-3-229:2003                                                                                                |
| DIN EN 60684-3-233         | VDE 0341-3-233                    | 2006-10 | Isolierschläuche - Teil 3: Anforderungen für einzelne Schlauchtypen - Blatt 233: Fluorelastomer-Wärmeschrumpfschläuche, flammwidrig, flüssigkeitsbeständig, Schrumpfverhältnis 2:1 - (IEC 60684-3-233:2006); Deutsche Fassung EN 60684-3-233:2006 |
| DIN EN 60684-3-233         | VDE 0341-3-233 Berichtigung 1     | 2008-08 | Berichtigungen zu DIN EN 60684-3-233 (VDE 0341-3-233):2006-10; - Deutsche Fassung CENELEC-Cor.:2006 zu EN 60684-3233:2006 |
| DIN EN 60684-3-240 bis 243 | VDE 0341-3-240 bis 243            | 2003-04 | Isolierschläuche - Anforderungen für einzelne Schlauchtypen - PTFE-Wärmeschrumpfschläuche - (IEC 60684-3-240 bis 243:2002); Deutsche Fassung EN 60684-3-240 bis 243:2002 |
| DIN EN 60684-3-246         | VDE 0341-3-246                    | 2007-12 | Isolierschläuche - Teil 3: Anforderungen für einzelne Schlauchtypen – Blatt 246: Wärmeschrumpfende Polyolefinschläuche mit Innenbeschichtung, nicht flammwidrig - (IEC 60684-3-246:2007); Deutsche Fassung EN 60684-3-246:2007 |
| DIN EN 60684-3-247         | VDE 0341-3-247                    | 2012-04 | Isolierschläuche - Teil 3: Anforderungen für einzelne Schlauchtypen – Blatt 247: Wärmeschrumpfende Polyolefinschläuche mit Innenbeschichtung, nicht flammwidrig, dickwandig und mittlere Wanddicke - (IEC 60684-3-247:2011); Deutsche Fassung EN 60684-3-247:2011 |
| DIN EN 60684-3-248         | VDE 0341-3-248                    | 2008-01 | Isolierschläuche - Teil 3: Anforderungen für einzelne Schlauchtypen – Blatt 248: Polyolefin-Wärmeschrumpfschläuche mit Innenbeschichtung, Standardtyp, flammwidrig, Schrumpfverhältnisse 2:1, 3:1, 4:1 - (IEC 60684-3-248:2007); Deutsche Fassung EN 60684-3-248:2007 |
| DIN EN 60684-3-271         | VDE 0341-3-271                    | 2012-03 | Isolierschläuche - Teil 3: Anforderungen für einzelne Schlauchtypen – Blatt 271: Wärmeschrumpfende Elastomerschläuche, flammwidrig, flüssigkeitsbeständig, Schrumpfverhältnis 2:1 - (IEC 60684-3-271:2011); Deutsche Fassung EN 60684-3-271:2011 |
| DIN EN 60684-3-280         | VDE 0341-3-280                    | 2014-10 | Isolierschläuche - Teil 3: Anforderungen für einzelne Schlauchtypen – Blatt 280: Polyolefin-Wärmeschrumpfschläuche, kriechstromfest - (IEC 60684-3-280:2010 + A1:2013); Deutsche Fassung EN 60684-3-280:2010 + A1:2014 |
| DIN EN 60684-3-281         | VDE 0341-3-281                    | 2011-04 | Isolierschläuche - Teil 3: Anforderungen an einzelne Schlauchtypen – Blatt 281: Halbleitende Polyolefin-Wärmeschrumpfschläuche - (IEC 60684-3-280:2010); Deutsche Fassung EN 60684-3-281:2010 |
| DIN EN 60684-3-282         | VDE 0341-3-282                    | 2011-04 | Isolierschläuche - Teil 3: Anforderungen an einzelne Schlauchtypen – Blatt 282: Polyolefin-Wärmeschrumpfschläuche mit Feldsteuerung - (IEC 60684-3-280:2010); Deutsche Fassung EN 60684-3-282:2010 |
| DIN EN 60684-3-283         | VDE 0341-3-283                    | 2014-10 | Isolierschläuche - Teil 3: Anforderungen für einzelne Schlauchtypen – Blatt 283: Polyolefin-Wärmeschrumpfschläuche für die Isolierung von Sammelschienen - (IEC 60684-3-283:2010 + A1:2013); Deutsche Fassung EN 60684-3-283:2011 + A1:2014 |
| DIN EN 60684-3-284         | VDE 0341-3-284                    | 2015-05 | Isolierschläuche - Teil 3: Anforderungen für einzelne Schlauchtypen - Blatt 284: Wärmeschrumpfschläuche mit ölsperrenden Eigenschaften - (IEC 60684-3-284:2014); Deutsche Fassung EN 60684-3-284:2014 |
| DIN EN 60684-3-285         | VDE 0341-3-285                    | 2015-05 | Isolierschläuche - Teil 3: Anforderungen für einzelne Schlauchtypen - Blatt 285: Wärmeschrumpfende Polyolefinschläuche für den Einsatz in Mittelspannungsmuffen - (IEC 60684-3-285:2014); Deutsche Fassung EN 60684-3-285:2014 |
| DIN EN 60684-3-300         | VDE 0341-3-300                    | 2003-04 | Isolierschläuche - Anforderungen für einzelne Schlauchtypen - Glasfilament-Textilschläuche, geflochten, unbeschichtet - (IEC 60684-3-300:2002); Deutsche Fassung EN 60684-3-300:2002 |
| DIN EN 60684-3-320         | VDE 0341-3-320                    | 2003-04 | Isolierschläuche - Anforderungen für einzelne Schlauchtypen - PET-Textilschläuche, gering imprägniert - (IEC 60684-3320:2002); Deutsche Fassung EN 60684-3-320:2002 |
| DIN EN 60684-3-340 bis 342 | VDE 0341-3-340 bis 342            | 2004-02 | Isolierschläuche - Teil 3: Bestimmungen für einzelne Schlauchtypen - Blätter 340 bis 342: Aufweitbare, geflochtene Polyethylenterephthalat-Textilschläuche - (IEC 60684-3-340 bis 342:2003); Deutsche Fassung EN 60684-3-340 bis 342:2003 |
| DIN EN 60684-3-343 bis 345 | VDE 0341-3-343 bis 345            | 2003-05 | Isolierschläuche - Anforderungen für einzelne Schlauchtypen - Aufweitbare, geflochtene Ethylen-Chlortrifluorethylen-Textilschläuche (E-CTFE), unbeschichtet - (IEC 60684-3-343 bis 345:2002); Deutsche Fassung EN 60684-3-343 bis 345:2002 |
| DIN EN 60684-3-400 bis 402 | VDE 0341-3-400 bis 402            | 2003-04 | Isolierschläuche - Anforderungen für einzelne Schlauchtypen - Glasfilament-Textilschläuche mit Siliconelastomerbeschichtung - (IEC 60684-3-400 bis 402:2002); Deutsche Fassung EN 60684-3-400 bis 402:2002 |
| DIN EN 60684-3-403 bis 405 | VDE 0341-3-403 bis 405            | 2003-04 | Isolierschläuche - Anforderungen für einzelne Schlauchtypen - Glasfilament-Textilschläuche mit Acrylbeschichtung - (IEC 60684-3403 bis 405:2002); Deutsche Fassung EN 60684-3-403 bis 405:2002 |
| DIN EN 60684-3-406 bis 408 | VDE 0341-3-406 bis 408            | 2004-11 | Isolierschläuche - Teil 3: Anforderungen für einzelne Schlauchtypen - Blätter 406 bis 408: Glasfilament-Textilschläuche mit Beschichtung auf PVC-Basis - (IEC 60684-3-406 bis 408:2003); Deutsche Fassung EN 60684-3-406 bis 408:2003 |
| DIN EN 60684-3-409         | VDE 0341-3-409                    | 2000-02 | Isolierschläuche - Anforderungen für einzelne Schlauchtypen - Glasfilament-Textilschläuche mit Beschichtung auf Polyurethan (PUR)-Basis - (IEC 60684-3-409:1999); Deutsche Fassung EN 60684-3-409:1999 |
| DIN EN 60684-3-420 bis 422 | VDE 0341-3-420 bis 422            | 2003-04 | Isolierschläuche - Anforderungen für einzelne Schlauchtypen - PET-Textilschläuche mit Acrylbeschichtung - (IEC 60684-3-420 bis 422:2002); Deutsche Fassung EN 60684-3-420 bis 422:2002 |
| DIN V VDE V 0341-9005      | VDE V 0341-9005                   | 2007-05 | Isolierschläuche - Teil 9005: Wärmeschrumpfende Bauteile - Schläuche ohne Innenbeschichtung, Bauartnorm |
| DIN V VDE V 0341-9012      | VDE V 0341-9012                   | 2007-05 | Isolierschläuche - Teil 9012: Wärmeschrumpfende Bauteile - Schläuche mit Innenbeschichtung, Bauartnorm |
| DIN EN 62329-1             | VDE 0342-1                        | 2006-10 | Wärmeschrumpfende Formteile - Teil 1: Begriffe und allgemeine Anforderungen - (IEC 62329-1:2005); Deutsche Fassung EN 62329-1:2006 |
| DIN EN 62329-1             | VDE 0342-1 Berichtigung 1         | 2007-03 | Berichtigungen zu DIN EN 62329-1 (VDE 0342-1):2006-10 |
| DIN EN 62329-2             | VDE 0342-2                        | 2007-07 | Wärmeschrumpfende Formteile - Teil 2: Prüfverfahren - (IEC 62329-2:2006); Deutsche Fassung EN 62329-2:2006 |
| DIN EN 62329-3-100         | VDE 0342-3-100                    | 2011-03 | Wärmeschrumpfende Formteile - Teil 3: Anforderungen für Formteilmaße, Materialeigenschaften und Kompatibilitätsverhalten – Blatt 100: Abmessungen für wärmeschrumpfende Formteile - (IEC 62329-3-100:2010); Deutsche Fassung EN 62329-3-100:2010 |
| DIN EN 62329-3-101         | VDE 0342-3-101                    | 2011-05 | Wärmeschrumpfende Formteile - Teil 3: Anforderungen für Formteilmaße, Materialeigenschaften und Kompatibilitätsverhalten – Blatt 101: Wärmeschrumpfende Formteile aus Polyolefin, halbsteif, flammwidrig, Materialanforderungen und Systemeigenschaften - (IEC 62329-3-101:2010); Deutsche Fassung EN 62329-3-101:2010                                                      |
| DIN EN 62329-3-102         | VDE 0342-3-102                    | 2011-05 | Wärmeschrumpfende Formteile - Teil 3: Anforderungen für Formteilmaße, Materialeigenschaften und Kompatibilitätsverhalten – Blatt 102: Wärmeschrumpfende Formteile aus Elastomeren, halbsteif, Materialanforderungen und Systemeigenschaften - (IEC 62329-3-102:2010); Deutsche Fassung EN 62329-3-102:2010                                                                  |
| DIN EN 60674               | VDE 0345 Beiblatt 1               | 1999-09 | Isolierfolien für elektrotechnische Zwecke - Verzeichnis einschlägiger Normen, Typvergleich - (Stand: September 1999) |
| DIN EN 60674-1             | VDE 0345-1                        | 1999-08 | Bestimmungen für Isolierfolien für elektrotechnische Zwecke - Begriffe und allgemeine Anforderungen - (IEC 60674-1:1980); Deutsche Fassung EN 60674-1:1998 |
| DIN EN 60674-2             | VDE 0345-2                        | 2002-09 | Bestimmung für Isolierfolien für elektrotechnische Zwecke - Prüfverfahren - (IEC 60674-2:1988 + Corrigendum 1995 + A1:2001); Deutsche Fassung EN 60674-2:1998 + A1:2001 |
| DIN EN 60674-3-1           | VDE 0345-3-1                      | 2012-06 | Isolierfolien für elektrotechnische Zwecke - Teil 3: Anforderungen für einzelne Werkstoffe – Blatt 1: Biaxial orientierte Polypropylen- (PP)-Folien für Kondensatoren - (IEC 60674-3-1:1998 + A1:2011); Deutsche Fassung EN 60674-3-1:1998 + A1:2011 |
| DIN EN 60674-3-2           | VDE 0345-3-2                      | 1999-08 | Bestimmung für Isolierfolien für elektrotechnische Zwecke - Bestimmungen für einzelne Materialien - Anforderungen an isotrop biaxial orientierte Polyethylenterephthalat- (PET)-Folien - (IEC 60674-3-2:1992); Deutsche Fassung EN 60674-3-2:1998 |
| DIN EN 60674-3-3           | VDE 0345-3-3                      | 1999-08 | Bestimmung für Isolierfolien für elektrotechnische Zwecke - Bestimmungen für einzelne Materialien - Anforderungen an Polycarbonat- (PC)-Folien - (IEC 60674-3-3:1992); Deutsche Fassung EN 60674-3-3:1998 |
| DIN EN 60674-3-4 bis 6     | VDE 0345-3-4 bis 6                | 1999-08 | Bestimmung für Isolierfolien für elektrotechnische Zwecke - Bestimmungen für einzelne Materialien - Anforderungen an Polyimid-Folien - (IEC 60674-3-4 bis 6:1993); Deutsche Fassung EN 60674-3-4 bis 6:1995 |
| DIN EN 60674-3-7           | VDE 0345-3-7                      | 1999-08 | Bestimmung für Isolierfolien für elektrotechnische Zwecke - Bestimmungen für einzelne Materialien - Anforderungen an Fluorethylenpropylen- (FEP)-Folien zur elektrischen Isolierung - (IEC 60674-3-7:1992); Deutsche Fassung EN 60674-3-7:1998 |
| DIN EN 60674-3-8           | VDE 0345-3-8                      | 2012-12 | Isolierfolien für elektrotechnische Zwecke - Teil 3: Bestimmungen für einzelne Werkstoffe – Blatt 8: Isotrop biaxial orientierte Polyethylennaphthalat- (PEN)-Folien zur elektrischen Isolierung - (IEC 60674-3-8:2011); Deutsche Fassung EN 60674-3-8:2011 |
| DIN EN 61234-1             | VDE 0349-1                        | 1994-08 | Prüfverfahren für die Hydrolysebeständigkeit von Elektroisolierstoffen - Kunststofffolien - (IEC 61234-1:1994); Deutsche Fassung EN 61234-1:1994 |
| DIN EN 61234-2             | VDE 0349-2                        | 1998-10 | Elektroisolierstoffe - Prüfverfahren für die Hydrolysebeständigkeit - Gehärtete Formstoffe - (IEC 61234-2:1997); Deutsche Fassung EN 61234-2:1998 |
| DIN EN 60404-5             | VDE 0354-5                        | 2016-02 | Magnetische Werkstoffe - Teil 5: Dauermagnetwerkstoffe (hartmagnetische Werkstoffe) – Verfahren zur Messung der magnetischen Eigenschaften - (IEC 60404-5:2015); Deutsche Fassung EN 60404-5:2015 |
| DIN EN 60404-8-1           | VDE 0354-8-1                      | 2016-02 | Magnetische Werkstoffe - Teil 8-1: Anforderungen an einzelne Werkstoffe – Hartmagnetische Werkstoffe (Dauermagnete) - (IEC 60404-8-1:2015); Deutsche Fassung EN 60404-8-1:2015 |
| DIN EN 60404-11            | VDE 0354-11                       | 2013-12 | Magnetische Werkstoffe - Teil 11: Messverfahren für die Bestimmung des Oberflächenisolationswiderstandes von Elektroblech und -band - (IEC 60404-11:1991 + A1:1998 + A2:2012); Deutsche Fassung EN 60404-11:2013 |
| DIN EN 60455-1             | VDE 0355-1                        | 1999-06 | Reaktionsharzmassen für die Elektroisolierung - Begriffe und allgemeine Anforderungen - (IEC 60455-1:1998); Deutsche Fassung EN 60455-1:1998 |
| DIN EN 60455-2             | VDE 0355-2                        | 2016-06 | Reaktionsharzmassen für die Elektroisolierung - Teil 2: Prüfverfahren - (IEC 60455-2:2015); Deutsche Fassung EN 60455-2:2015 |
| DIN EN 60455-3-1           | VDE 0355-3-1                      | 2004-02 | Reaktionsharzmassen für die Elektroisolierung - Teil 3: Anforderungen an einzelne Werkstoffe - Blatt 1: Ungefüllte Epoxidharzmassen - (IEC 60455-3-1:2003); Deutsche Fassung EN 60455-3-1:2003 |
| DIN EN 60455-3-2           | VDE 0355-3-2                      | 2004-01 | Reaktionsharzmassen für die Elektroisolierung - Teil 3: Anforderungen an einzelne Werkstoffe - Blatt 2: Quarzmehlgefüllte Epoxidharzmassen - (IEC 60455-3-2:2003); Deutsche Fassung EN 60455-3-2:2003 |
| DIN EN 60455-3-3           | VDE 0355-3-3                      | 2004-01 | Reaktionsharzmassen für die Elektroisolierung - Teil 3: Anforderungen an einzelne Werkstoffe - Blatt 3: Ungefüllte Polyurethanharzmassen - (IEC 60455-3-3:2003); Deutsche Fassung EN 60455-3-3:2003 |
| DIN EN 60455-3-4           | VDE 0355-3-4                      | 2004-02 | Reaktionsharzmassen für die Elektroisolierung - Teil 4: Anforderungen an einzelne Werkstoffe - Blatt 4: Gefüllte Polyurethanharzmassen - (IEC 60455-3-4:2003); Deutsche Fassung EN 60455-3-4:2003 |
| DIN EN 60455-3-5           | VDE 0355-3-5                      | 2006-10 | Reaktionsharzmassen für die Elektroisolierung - Teil 3: Anforderungen an einzelne Werkstoffe - Blatt 5: Imprägnierharzwerkstoffe auf Basis ungesättigter Polyester - (IEC 60455-3-5:2006); Deutsche Fassung EN 60455-3-5:2006 |
| DIN EN 60455-3-8           | VDE 0355-3-8                      | 2014-03 | Reaktionsharzmassen für die Elektroisolierung - Teil 3: Anforderungen an einzelne Werkstoffe – Blatt 8: Reaktionsharzmassen für Kabelgarnituren - (IEC 60455-3-8:2013); Deutsche Fassung EN 60455-3-8:2013 |
| DIN EN 60464-1             | VDE 0360-1                        | 2006-10 | Elektroisolierlacke - Teil 1: Begriffe und allgemeine Anforderungen - (IEC 60464-1:1998 + A1:2006); Deutsche Fassung EN 604641:1999 + A1:2006 |
| DIN EN 60464-2             | VDE 0360-2                        | 2006-10 | Elektroisolierlacke - Teil 2: Prüfverfahren - (IEC 60464-2:2001 + A1:2006); Deutsche Fassung EN 60464-2:2001 + A1:2006 |
| DIN EN 60464-2             | VDE 0360-2 Berichtigung 1         | 2007-02 | Berichtigungen zu DIN EN 60464-2 (VDE 0360-2):2006-10 |
| DIN EN 60464-3-1           | VDE 0360-3-1                      | 2006-10 | Elektroisolierlacke - Teil 3: Bestimmungen für einzelne Materialien - Blatt 1: Kalthärtende Überzugslacke - (IEC 60464-3-1:2001 + A1:2006); Deutsche Fassung EN 60464-3-1:2001 + A1:2006 |
| DIN EN 60464-3-2           | VDE 0360-3-2                      | 2007-02 | Elektroisolierlacke - Teil 3: Bestimmungen für einzelne Materialien - Blatt 2: Heißhärtende Tränklacke - (IEC 60464-3-2:2001 + A1:2006); Deutsche Fassung EN 60464-3-2:2001 + A1:2006 |
| DIN EN 61086-1             | VDE 0361-1                        | 2004-12 | Beschichtungen für bestückte Leiterplatten (conformal coatings) - Teil 1: Begriffe, Einteilung und allgemeine Anforderungen - (IEC 61086-1:2004); Deutsche Fassung EN 61086-1:2004 |
| DIN EN 61086-2             | VDE 0361-2                        | 2005-01 | Beschichtungen für bestückte Leiterplatten (conformal coatings) - Teil 2: Prüfverfahren - (IEC 61086-2:2004); Deutsche Fassung EN 61086-2:2004 |
| DIN EN 61086-2             | VDE 0361-2 Berichtigung 1         | 2005-04 | Berichtigungen zu DIN EN 61086-2 (VDE 0361-2):2005-01 - (IEC 61086-2:2004 Corrigendum 1) |
| DIN EN 61086-3-1           | VDE 0361-3-1                      | 2004-12 | Beschichtungen für bestückte Leiterplatten (conformal coatings) - Teil 3-1: Bestimmungen für einzelne Werkstoffe - Beschichtungen für allgemeine Zwecke (Klasse I), für hohe Zuverlässigkeit (Klasse II) und für die Luftfahrt (Klasse III) - (IEC 61086-3-1:2004); Deutsche Fassung EN 61086-3-1:2004                                                                      |
| DIN EN 61033               | VDE 0362-1                        | 2007-11 | Prüfverfahren zur Bestimmung der Verbackungsfestigkeit von Imprägniermitteln auf einem Lackdraht-Substrat - (IEC 61033:1991 + A1:2006); Deutsche Fassung EN 61033:2006 |
| DIN VDE 0365-1             | VDE 0365-1                        | 1967-11 | Bestimmungen für lackierte Faserstoffe für die Elektrotechnik - Lackpapiere |
| DIN VDE 0365-2             | VDE 0365-2                        | 1967-11 | Bestimmungen für lackierte Faserstoffe für die Elektrotechnik - Lackgewebe |
| DIN VDE 0365-3             | VDE 0365-3                        | 1967-11 | Bestimmungen für lackierte Faserstoffe für die Elektrotechnik - Lackglasgewebe |
| DIN EN 60296               | VDE 0370-1                        | 2012-12 | Flüssigkeiten für elektrotechnische Anwendungen - Neue Isolieröle auf Mineralölbasis für Transformatoren und Schaltgeräte - (IEC 60296:2012); Deutsche Fassung EN 60296:2012 |
| DIN EN 60422               | VDE 0370-2                        | 2013-11 | Isolieröle auf Mineralölbasis in elektrischen Betriebsmitteln - Leitlinie zur Überwachung und Wartung - (IEC 60422:2013); Deutsche Fassung EN 60422:2013 |
| DIN EN 60475               | VDE 0370-3                        | 2012-07 | Verfahren zur Probennahme von Isolierflüssigkeiten - (IEC 60475:2011); Deutsche Fassung EN 60475:2011 |
| DIN EN 62697-1             | VDE 0370-4                        | 2013-04 | Prüfverfahren zur quantitativen Bestimmung von Verbindungen korrosiven Schwefels in neuen und gebrauchten Isolierflüssigkeiten - Teil 1: Prüfverfahren zur quantitativen Bestimmung von Dibenzyldisulfid (DBDS) - (IEC 62697-1:2012); Deutsche Fassung EN 62697-1:2012 |
| DIN EN 60156               | VDE 0370-5                        | 1996-03 | Isolierflüssigkeiten - Bestimmung der Durchschlagspannung bei Netzfrequenz - Prüfverfahren - (IEC 60156:1995); Deutsche Fassung EN 60156:1995 |
| DIN EN 60599               | VDE 0370-7                        | 2008-02 | In Betrieb befindliche, mit Mineralöl imprägnierte elektrische Geräte - Leitfaden zur Interpretation der Analyse gelöster und freier Gase - (IEC 60599:1999 + A1:2007); Deutsche Fassung EN 60599:1999 + A1:2007 |
| DIN IEC 60628              | VDE 0370-8                        | 1995-02 | Das Gasverhalten von Isolierflüssigkeiten unter elektrischer Beanspruchung und Ionisation - (IEC 60628:1985); Deutsche Fassung HD 488 S1:1987 |
| DIN EN 60567               | VDE 0370-9                        | 2012-08 | Ölgefüllte elektrische Betriebsmittel - Probennahme von Gasen und Analyse freier und gelöster Gase – Anleitung - (IEC 60567:2011); Deutsche Fassung EN 60567:2011 |
| DIN EN 61065               | VDE 0370-11                       | 1994-08 | Verfahren zur Prüfung der Kältefließeigenschaften von Isolierölen auf Mineralölbasis nach vorhergehender Alterung - (IEC 61065:1991); Deutsche Fassung EN 61065:1993 |
| DIN EN 60465               | VDE 0370-12                       | 1994-06 | Anforderungen an ungebrauchte Isolieröle auf Mineralölbasis für Kabel mit Ölkanälen - (IEC 60465:1988); Deutsche Fassung EN 60465:1990 |
| DIN EN 61181               | VDE 0370-13                       | 2012-11 | Mineralölgefüllte elektrische Betriebsmittel - Anwendung der Gasanalyse für gelöste Gase (DGA) auf Werksprüfungen von elektrischen Betriebsmitteln - (IEC 61181:2007 + A1:2012); Deutsche Fassung EN 61181:2007 + A1:2012 |
| DIN EN 60970               | VDE 0370-14                       | 2008-05 | Isolierflüssigkeiten - Verfahren zur Bestimmung der Anzahl und Größen von Teilchen - (IEC 60970:2007); Deutsche Fassung EN 60970:2007 + Corrigendum:2008 |
| DIN EN 61868               | VDE 0370-15                       | 1999-12 | Isolieröle auf Mineralölbasis - Bestimmung der kinematischen Viskosität bei sehr niedrigen Temperaturen - (IEC 61868:1998); Deutsche Fassung EN 61868:1999 |
| DIN EN 61620               | VDE 0370-16                       | 1999-09 | Isolierflüssigkeiten - Bestimmung des Permittivitäts-Verlustfaktors durch Messung der Konduktanz und Kapazität - Prüfverfahren - (IEC 61620:1998); Deutsche Fassung EN 61620:1999 |
| DIN EN 50353               | VDE 0370-17                       | 2002-03 | Isolieröl - Bestimmung der Faserverunreinigungen mittels eines Zählverfahrens mit einem Mikroskop - Deutsche Fassung EN 50353:2001 |
| DIN EN 50375               | VDE 0370-18                       | 2003-02 | Prüfmethoden für Putzlappen, die für Isolieröl verwendet werden - Deutsche Fassung EN 50375:2002 |
| DIN EN 60814               | VDE 0370-20                       | 1999-03 | Isolierflüssigkeiten - Ölimprägniertes Papier und ölimprägnierter Pressspan - Bestimmung von Wasser mit automatischer KarlFischer-Titration - (IEC 60814:1997); Deutsche Fassung EN 60814:1997 |
| DIN EN 62021-1             | VDE 0370-31                       | 2004-06 | Isolierflüssigkeiten - Bestimmung des Säuregehaltes - Teil 1: Automatische potentiometrische Titration - (IEC 62021-1:2003); Deutsche Fassung EN 62021-1:2003 |
| DIN EN 62021-2             | VDE 0370-32                       | 2008-04 | Isolierflüssigkeiten – Bestimmung des Säuregehaltes - Teil 2: Kolorimetrische Titration - (IEC 62021-2:2007); Deutsche Fassung EN 62021-2:2007 |
| DIN EN 62535               | VDE 0370-33                       | 2009-09 | Isolierflüssigkeiten - Prüfverfahren für den Nachweis von potentiell korrosivem Schwefel in gebrauchtem und ungebrauchtem Isolieröl - (IEC 62535:2008); Deutsche Fassung EN 62535:2009 |
| DIN EN 62021-3             | VDE 0370-35                       | 2015-05 | Isolierflüssigkeiten – Bestimmung des Säuregehaltes - Teil 3: Prüfverfahren für Isolieröle auf Nichtmineralölbasis - (IEC 620213:2014); Deutsche Fassung EN 62021-3:2014 |
| DIN EN 62770               | VDE 0370-70                       | 2014-10 | Flüssigkeiten für elektrotechnische Anwendungen - Neue natürliche Ester für Transformatoren und ähnliche elektrische Betriebsmittel - (IEC 62770:2013); Deutsche Fassung EN 62770:2014 |
| DIN EN 61619               | VDE 0371-8                        | 1998-02 | Isolierflüssigkeiten - Verunreinigungen durch polychlorierte Biphenyle (PCBs) - Verfahren zur Bestimmung mittels Kapillar-Gaschromatographie - (IEC 61619:1997); Deutsche Fassung EN 61619:1997 |
| DIN EN 60867               | VDE 0372-1                        | 1995-02 | Isolierflüssigkeiten - Bestimmungen für ungebrauchte Isolierflüssigkeiten auf Basis synthetischer aromatischer Kohlenwasserstoffe - (IEC 60867:1993); Deutsche Fassung EN 60867:1994 |
| DIN IEC 60963              | VDE 0372-2                        | 1996-10 | Bestimmung für ungebrauchte Polybutene - (IEC 60963:1988); Deutsche Fassung HD 582 S1:1991 |
| DIN EN 60376               | VDE 0373-1                        | 2006-05 | Bestimmung für Schwefelhexafluorid (SF6) von technischem Reinheitsgrad zur Verwendung in elektrischen Betriebsmitteln - (IEC 60376:2005); Deutsche Fassung EN 60376:2005 |
| DIN EN 60480               | VDE 0373-2                        | 2005-08 | Richtlinien für die Prüfung und Aufbereitung von Schwefelhexafluorid (SF6) nach Entnahme aus elektrischen Betriebsmitteln und Spezifikation für dessen Wiederverwendung - (IEC 60480:2004); Deutsche Fassung EN 60480:2004 |
| DIN IEC 60944              | VDE 0374-2                        | 1995-01 | Leitlinie zur Wartung von Siliconflüssigkeiten für Transformatoren - Identisch mit IEC 60944:1988 |
| DIN EN 60836               | VDE 0374-10                       | 2016-04 | Anforderungen an ungebrauchte Silikonisolierflüssigkeiten für elektrotechnische Anwendungen - (IEC 60836:2015); Deutsche Fassung EN 60836:2015 |
| DIN EN 61099               | VDE 0375-1                        | 2011-06 | Isolierflüssigkeiten - Anforderungen an neue synthetische organische Ester für elektrotechnische Zwecke - (IEC 61099:2010); Deutsche Fassung EN 61099:2010 |
| DIN EN 61203               | VDE 0375-2                        | 1995-06 | Synthetische organische Ester für elektrotechnische Zwecke - Leitlinie zur Wartung von Transformator-Estern in Betriebsmitteln - (IEC 61203:1992); Deutsche Fassung EN 61203:1994 |
| DIN EN 60247               | VDE 0380-2                        | 2005-01 | Isolierflüssigkeiten - Messung der Permittivitätszahl, des dielektrischen Verlustfaktors (tan ?) und des spezifischen Gleichstrom-Widerstandes - (IEC 60247:2004); Deutsche Fassung EN 60247:2004 |
| DIN EN 61144               | VDE 0380-3                        | 1994-06 | Meßverfahren zur Bestimmung des Sauerstoff-Kennwertes von Isolierflüssigkeiten - (IEC 61144:1992); Deutsche Fassung EN 61144:1993 |
| DIN EN 61125               | VDE 0380-4                        | 2005-03 | Neue Isolierflüssigkeiten auf Mineralölbasis - Prüfverfahren zur Beurteilung der Oxidationsbeständigkeit - (IEC 61125:1992 + A1:2004); Deutsche Fassung EN 61125:1993 + A1:2004 |
| DIN VDE 0380-5             | VDE 0380-5                        | 1995-02 | Isolierflüssigkeiten - Bestimmung der Teilentladungseinsatzspannung (PDIV) - Prüfverfahren - (IEC 61294:1993) (Report) |
| DIN EN 61198               | VDE 0380-6                        | 1995-03 | Isolieröle auf Mineralölbasis - Prüfverfahren zur Bestimmung von Furfurol und verwandten Verbindungen - (IEC 61198:1993); Deutsche Fassung EN 61198:1994 |
| DIN EN 61197               | VDE 0380-7                        | 1996-07 | Isolierflüssigkeiten - Lineare Flammenausbreitung - Prüfverfahren unter Verwendung eines Glasfaserbandes - (IEC 61197:1993); Deutsche Fassung EN 61197:1994 |
| DIN EN 61039               | VDE 0389-1                        | 2009-07 | Klassifizierung der Isolierflüssigkeiten - (IEC 61039:2008); Deutsche Fassung EN 61039:2008 |
| DIN EN 61100               | VDE 0389-2                        | 1994-06 | Einteilung von Isolierflüssigkeiten nach dem Brennpunkt und dem spezifischen Heizwert - (IEC 61100:1992); Deutsche Fassung EN 61100:1992 |
| DIN EN 61788-1             | VDE 0390-1                        | 2007-09 | Supraleitfähigkeit - Teil 1: Messen des kritischen Stromes - Kritischer Strom (Gleichstrom) von Nb-Ti-Verbundsupraleitern - (IEC 61788-1:2006); Deutsche Fassung EN 61788-1:2007 |
| DIN EN 61788-2             | VDE 0390-2                        | 2007-09 | Supraleitfähigkeit - Teil 2: Messen des kritischen Stromes - Kritischer Strom (Gleichstrom) von Nb3Sn-Verbundsupraleitern - (IEC 61788-2:2006); Deutsche Fassung EN 61788-2:2007 |
| DIN EN 61788-3             | VDE 0390-3                        | 2007-03 | Supraleitfähigkeit - Teil 3: Messen des kritischen Stromes - Kritischer Strom (Gleichstrom) von Ag- und/oder Ag-Legierung ummantelten oxidischen Bi-2212 und Bi-2223-Supraleitern - (IEC 61788-3:2006); Deutsche Fassung EN 61788-3:2006 |
| DIN EN 61788-4             | VDE 0390-4                        | 2012-03 | Supraleitfähigkeit - Teil 4: Messung des Restwiderstandsverhältnisses – Restwiderstandsverhältnis von Nb-Ti Verbundsupraleitern - (IEC 61788-4:2011); Deutsche Fassung EN 61788-4:2011 |
| DIN EN 61788-5             | VDE 0390-5                        | 2014-03 | Supraleitfähigkeit - Teil 5: Messung des Verhältnisses von Matrixvolumen zu Supraleitervolumen – Verhältnis von Kupfervolumen zu Supraleitervolumen von Cu/Nb-Ti Verbundsupraleiterdrähten - (IEC 61788-5:2013); Deutsche Fassung EN 61788-5:2013 |
| DIN EN 61788-6             | VDE 0390-6                        | 2012-04 | Supraleitfähigkeit - Teil 6: Messung der mechanischen Eigenschaften – Messung der Zugfestigkeit von Cu/Nb-Ti-Verbundsupraleitern bei Raumtemperatur - (IEC 61788-6:2011); Deutsche Fassung EN 61788-6:2011 |
| DIN EN 61788-7             | VDE 0390-7                        | 2007-08 | Supraleitfähigkeit - Teil 7: Charakteristische elektronische Messungen - Oberflächenwiderstand von Supraleitern bei Frequenzen im Mikrowellenbereich - (IEC 61788-7:2006); Deutsche Fassung EN 61788-7:2006 |
| DIN EN 61788-8             | VDE 0390-8                        | 2011-06 | Supraleitfähigkeit - Teil 8: Messung der Wechselstromverluste – Messung der Gesamtwechselstromverluste von runden Supraleiterdrähten in transversalen magnetischen Wechselfeldern mit Hilfe eines Pickupspulenverfahrens bei der Temperatur von flüssigem Helium - (IEC 61788-8:2010); Deutsche Fassung EN 61788-8:2010                                                     |
| DIN EN 61788-9             | VDE 0390-9                        | 2006-03 | Supraleitfähigkeit - Teil 9: Messungen an massiven Hochtemperatursupraleitern - Eingefrorene magnetische Flussdichte bei grobkörnigen oxidischen Supraleitern - (IEC 61788-9:2005); Deutsche Fassung EN 61788-9:2005 |
| DIN EN 61788-10            | VDE 0390-10                       | 2007-05 | Supraleitfähigkeit - Teil 10: Messung der kritischen Temperatur - Kritische Temperatur von Verbundsupraleitern bestimmt durch ein Widerstandsmessverfahren - (IEC 61788-10:2006); Deutsche Fassung EN 61788-10:2006 |
| DIN EN 61788-11            | VDE 0390-11                       | 2012-04 | Supraleitfähigkeit - Teil 11: Messung des Restwiderstandsverhältnisses – Restwiderstandsverhältnis von Nb3SnVerbundsupraleitern - (IEC 61788-11:2011); Deutsche Fassung EN 61788-11:2011 |
| DIN EN 61788-12            | VDE 0390-12                       | 2014-04 | Supraleitfähigkeit - Teil 12: Messung des Verhältnisses von Matrixvolumen zu Supraleitervolumen – Verhältnis des Kupfervolumens zum kupferfreien Volumen von Nb3Sn-Verbundsupraleiterdrähten - (IEC 61788-12:2013); Deutsche Fassung EN 61788-12:2013 |
| DIN EN 61788-13            | VDE 0390-13                       | 2013-02 | Supraleitfähigkeit - Teil 13: Messung der Wechselstromverluste – Magnetometerverfahren zur Messung der Hystereseverluste von supraleitenden Multifilament-Verbundleitern - (IEC 61788-13:2012); Deutsche Fassung EN 61788-13:2012 |
| DIN EN 61788-14            | VDE 0390-14                       | 2011-03 | Supraleitfähigkeit - Teil 14: Supraleitende Betriebsmittel – Allgemeine Anforderungen an charakteristische Prüfverfahren für Stromzuführungen für die Versorgung supraleitender Geräte - (IEC 61788-14:2010); Deutsche Fassung EN 61788-14:2010 |
| DIN EN 61788-15            | VDE 0390-15                       | 2012-08 | Supraleitfähigkeit - Teil 15: Messungen der elektronischen Charakteristik – Oberflächenimpedanz von Supraleiterschichten bei Mikrowellenfrequenzen - (IEC 61788-15:2011); Deutsche Fassung EN 61788-15:2011 |
| DIN EN 61788-16            | VDE 0390-16                       | 2013-11 | Supraleitfähigkeit - Teil 16: Messungen der elektronischen Charakteristik – Leistungsabhängiger Oberflächenwiderstand von Supraleitern bei Mikrowellenfrequenzen - (IEC 61788-16:2013); Deutsche Fassung EN 61788-16:2013 |
| DIN EN 61788-17            | VDE 0390-17                       | 2013-11 | Supraleitfähigkeit - Teil 17: Messungen der elektronischen Charakteristik – Lokale kritische Stromdichte und deren Verteilung in großflächigen supraleitenden Schichten - (IEC 61788-17:2013); Deutsche Fassung EN 61788-17:2013 |
| DIN EN 61788-18            | VDE 0390-18                       | 2014-07 | Supraleitfähigkeit - Teil 18: Messung der mechanischen Eigenschaften – Zugversuch von Ag und/oder Ag-Legierung ummantelten Bi-2223 und Bi-2212 Verbundsupraleitern bei Raumtemperatur - (IEC 61788-18:2013); Deutsche Fassung EN 61788-18:2013 |
| DIN EN 61788-19            | VDE 0390-19                       | 2014-09 | Supraleitfähigkeit - Teil 19: Messung der mechanischen Eigenschaften – Zugversuch von reagierten Nb3Sn-Verbundsupraleitern bei Raumtemperatur - (IEC 61788-19:2013); Deutsche Fassung EN 61788-19:2014 |
| DIN EN 61788-21            | VDE 0390-21                       | 2016-02 | Supraleitfähigkeit - Teil 21: Supraleiterdrähte – Prüfverfahren für technische Supraleiterdrähte – Allgemeine Eigenschaften und Anleitung - (IEC 61788-21:2015); Deutsche Fassung EN 61788-21:2015 |